# جورج كولسون
جورج كولسون (بالإنجليزية: George Colson)‏ هو لاعب كرة قدم بريطاني، ولد في 24 أكتوبر 1993 في Cowes ‏ في المملكة المتحدة. شارك مع منتخب ويلز لكرة القدم. أما مع النوادي، فقد لعب مع نادي بورتسموث.

## وصلات خارجية
- جورج كولسون على موقع قاعدة بيانات كرة القدم.إي يو (الإنجليزية)